# Mellitinezuuranhydride
Mellitinezuuranhydride, het drievoudig anhydride van mellitinezuur, is een organische verbinding met de formule {\displaystyle {\ce {C12O9}}}
Het molecuul bestaat slechts uit koolstof en zuurstof. Daarmee is het een koolstofoxide, net als koolstofmonoxide en koolstofdioxide. Dit oxide is een van de vier onder standaard omstandigheden redelijk stabiele koolstofoxiden. Het is een witte of kleurloze sublimeerbare vaste stof die waarschijnlijk verkregen is door Justus Liebig en Friedrich Wöhler in 1830 in hun studie naar melliet (honingsteen). Zij konden wel de verhouding tussen beide elementen vaststellen:
koolstof : zuurstof = 4 : 3
echter niet hoe vaak deze eenheid in het molecuul voorkwam. In 1913 werd de correcte molecuulformule vastgesteld door H. Meyer en K. Steiner. Het centrale deel van het molecuul behoudt zijn aromatisch karakter.